# Битва в Вырбишском ущелье
Битва при Вырбишском проходе (болг. Битката при Върбишкия проход) — сражение между войсками Византийской империи и Болгарии 26 июля 811 года. В битве погиб император Византии Никифор I.

## Предыстория
В начале 811 года византийский император Никифор I стал готовить военный поход в Болгарию. Для того чтобы собрать большое войско, Никифор I набирал солдат в легионы не только во Фракии, но и в Малой Азии. В армии было много бедняков, вооружённых пращой и палками. Хан Крум, правитель Болгарии, предложил мир Никифору, но уверенный в будущей победе император отверг предложение и в июне 811 года вторгся на территорию Болгарии. Перед самым вторжением с императором произошла неприятная история: его слуга, украв одежду и золото, перебежал к Круму. По пути к столице византийская армия убивала и грабила местное население. Через месяц Никифор I дошёл до столицы Болгарии Плиски и, несмотря на новое предложение о заключении мира, сжёг дворец Крума. Спустя три дня император, оставив разорённую и сожжённую столицу, выступил обратно в Византию. Тем временем Крум собрал достаточно большую армию и преградил путь императору в Вырбишском проходе.

## Сражение
Подготовку к сражению болгары начали ночью, когда византийская армия остановилась на ночлег в Вырбишском проходе. На заре болгары напали на византийцев, наметив главный удар в центр, где располагался императорский отряд.
В битве погибло немало знатных византийцев: сам император, военачальник восточных сил, военачальник Фракии, начальник царской стражи, начальники легионов и патриции. Точные обстоятельства гибели императора неизвестны: согласно летописцу Феофану, Никифор был убит в своём шатре, болгарские источники утверждают, что воины Крума взяли императора в плен. В дальнейшем из черепа Никифора хан Крум сделал себе чашу, из которой потом заставлял пить своих военачальников. Ставракию, сыну императора, несмотря на тяжёлое ранение, удалось спастись. Вернувшись в Византию, Ставракий был провозглашён её новым императором.